# Récords de Asia de natación
Los récords de Asia de natación son los registros de las mejores marcas obtenidas por nadadores de Asia. Las marcas son ratificadas por la Federación Asiática de Natación y se clasifican en las pruebas realizadas en piscina de 50 metros (piscina olímpica) y en piscina de 25 metros.

## Piscina de 50 metros

### Récords asiáticos masculinos
| Prueba                    | Tiempo   | Nadador                                       | País     | Fecha                    | Lugar                  |
| ------------------------- | -------- | --------------------------------------------- | -------- | ------------------------ | ---------------------- |
| 50 m libre                | 21,64    | Shuya Matsumoto                               | Japón    | 27 de julio de 2025      | Fuji, Japón            |
| 100 m libre               | 46,40    | Pan Zhanle                                    | China    | 31 de julio de 2024      | París, Francia         |
| 200 m libre               | 1:44,39  | Sun Yang                                      | China    | 25 de julio de 2017      | Budapest, Hungría      |
| 400 m libre               | 3:40,14  | Sun Yang                                      | China    | 28 de julio de 2012      | Londres, Reino Unido   |
| 800 m libre               | 7:32,12  | Zhang Lin                                     | China    | 29 de julio de 2009      | Roma, Italia           |
| 1500 m libre              | 14:31,02 | Sun Yang                                      | China    | 4 de agosto de 2012      | Londres, Reino Unido   |
| 50 m espalda              | 24,24    | Junya Koga                                    | Japón    | 2 de agosto de 2009      | Roma, Italia           |
| 100 m espalda             | 51,86    | Xu Jiayu                                      | China    | 12 de abril de 2017      | Qingdao, China         |
| 200 m espalda             | 1:52,51  | Ryosuke Irie                                  | Japón    | 31 de julio de 2009      | Roma, Italia           |
| 50 m braza                | 26,20    | Qin Haiyang                                   | China    | 25 de julio de 2023      | Fukuoka, Japón         |
| 100 m braza               | 57,69    | Qin Haiyang                                   | China    | 24 de julio de 2023      | Fukuoka, Japón         |
| 100 m braza               | 57,69    | Qin Haiyang                                   | China    | 6 de octubre de 2023     | Berlín, Alemania       |
| 200 m braza               | 2:05,48  | Qin Haiyang                                   | China    | 28 de julio de 2023      | Fukuoka, Japón         |
| 50 m mariposa             | 22,93    | Joseph Schooling                              | Singapur | 23 de julio de 2017      | Budapest, Hungría      |
| 100 m mariposa            | 50,39    | Joseph Schooling                              | Singapur | 12 de agosto de 2016     | Río de Janeiro, Brasil |
| 200 m mariposa            | 1:52,53  | Daiya Seto                                    | Japón    | 18 de enero de 2020      | Pekín, China           |
| 200 m estilos             | 1:54,62  | Wang Shun                                     | China    | 24 de septiembre de 2023 | Hangzhou, China        |
| 400 m estilos             | 4:06,05  | Kosuke Hagino                                 | Japón    | 6 de agosto de 2016      | Río de Janeiro, Brasil |
| Relevos 4 × 100 m libre   | 3:10,88  | Pan Zhanle Chen Juner Hong Jinquan Wang Haoyu | China    | 28 de septiembre de 2023 | Hangzhou, China        |
| Relevos 4 × 200 m libre   | 7:00,91  | Ji Xinjie Pan Zhanle Wang Shun Zhang Zhanshuo | China    | 1 de agosto de 2025      | Singapur               |
| Relevos 4 × 100 m estilos | 3:27,01  | Xu Jiayu Qin Haiyang Wang Changhao Pan Zhanle | China    | 26 de septiembre de 2023 | Hangzhou, China        |

### Récords asiáticos femeninos
| Prueba                    | Tiempo   | Nadadora                                         | País      | Fecha                    | Lugar                |
| ------------------------- | -------- | ------------------------------------------------ | --------- | ------------------------ | -------------------- |
| 50 m libre                | 23,97    | Liu Xiang                                        | China     | 26 de septiembre de 2021 | Xi'an, China         |
| 100 m libre               | 52,02    | Siobhan Haughey                                  | Hong Kong | 8 de octubre de 2023     | Berlín, Alemania     |
| 200 m libre               | 1:53,92  | Siobhan Haughey                                  | Hong Kong | 28 de julio de 2021      | Tokio, Japón         |
| 400 m libre               | 3:58,21  | Li Bingjie                                       | China     | 27 de julio de 2025      | Singapur             |
| 800 m libre               | 8:13,31  | Li Bingjie                                       | China     | 29 de julio de 2023      | Fukuoka, Japón       |
| 1500 m libre              | 15:41,49 | Wang Jianjiahe                                   | China     | 26 de julio de 2021      | Tokio, Japón         |
| 50 m espalda              | 26,98    | Liu Xiang                                        | China     | 21 de agosto de 2018     | Yakarta, Indonesia   |
| 100 m espalda             | 58,70    | Aya Terakawa                                     | Japón     | 4 de agosto de 2013      | Barcelona, España    |
| 200 m espalda             | 2:06,46  | Zhao Jing                                        | China     | 14 de noviembre de 2010  | Cantón, China        |
| 50 m braza                | 29,51    | Tang Qianting                                    | China     | 18 de febrero de 2024    | Doha, Catar          |
| 100 m braza               | 1:04,39  | Tang Qianting                                    | China     | 21 de abril de 2024      | Shenzhen, China      |
| 200 m braza               | 2:19,65  | Rie Kaneto                                       | Japón     | 9 de abril de 2016       | Tokio, Japón         |
| 50 m mariposa             | 25,05    | Zhang Yufei                                      | China     | 29 de julio de 2023      | Fukuoka, Japón       |
| 100 m mariposa            | 55,62    | Zhang Yufei                                      | China     | 29 de septiembre de 2020 | Qingdao, China       |
| 200 m mariposa            | 2:01,81  | Liu Zige                                         | China     | 21 de octubre de 2009    | Jinan, China         |
| 200 m estilos             | 2:07,57  | Ye Shiwen                                        | China     | 31 de julio de 2012      | Londres, Reino Unido |
| 400 m estilos             | 4:28,43  | Ye Shiwen                                        | China     | 28 de julio de 2012      | Londres, Reino Unido |
| Relevos 4 × 100 m libre   | 3:30,30  | Yang Junxuan Cheng Yujie Zhang Yufei Wu Qingfeng | China     | 27 de julio de 2024      | París, Francia       |
| Relevos 4 × 200 m libre   | 7:40,33  | Yang Junxuan Tang Muhan Zhang Yufei Li Bingjie   | China     | 29 de julio de 2021      | Tokio, Japón         |
| Relevos 4 × 100 m estilos | 3:52,19  | Zhao Jing Chen Huijia Jiao Liuyang Li Zhesi      | China     | 1 de agosto de 2009      | Roma, Italia         |

### Récords asiáticos mixtos
| Prueba                    | Tiempo  | Nadadores                                     | País  | Fecha                 | Lugar          |
| ------------------------- | ------- | --------------------------------------------- | ----- | --------------------- | -------------- |
| Relevos 4 × 100 m libres  | 3:21,18 | Pan Zhanle Wang Haoyu Li Bingjie Yu Yiting    | China | 17 de febrero de 2024 | Doha, Catar    |
| Relevos 4 × 100 m estilos | 3:37,55 | Xu Jiayu Qin Haiyang Zhang Yufei Yang Junxuan | China | 3 de agosto de 2024   | París, Francia |

## Piscina de 25 metros

### Récords asiáticos masculinos
| Prueba                    | Tiempo   | Nadador                                                         | País          | Fecha                    | Lugar                     |
| ------------------------- | -------- | --------------------------------------------------------------- | ------------- | ------------------------ | ------------------------- |
| 50 m libre                | 20,80    | Ji Yu-chan                                                      | Corea del Sur | 24 de octubre de 2024    | Incheon, Corea del Sur    |
| 50 m libre                | 20,80    | Ji Yu-chan                                                      | Corea del Sur | 14 de diciembre de 2024  | Budapest, Hungría         |
| 100 m libre               | 45,77    | Pan Zhanle                                                      | China         | 15 de diciembre de 2022  | Melbourne, Australia      |
| 200 m libre               | 1:39,72  | Hwang Sun-woo                                                   | Corea del Sur | 18 de diciembre de 2022  | Melbourne, Australia      |
| 400 m libre               | 3:34,59  | Park Tae-Hwan                                                   | Corea del Sur | 6 de diciembre de 2016   | Windsor, Canadá           |
| 800 m libre               | 7:33,78  | Shogo Takeda                                                    | Japón         | 17 de diciembre de 2022  | Melbourne, Australia      |
| 1500 m libre              | 14:15,51 | Park Tae-Hwan                                                   | Corea del Sur | 11 de diciembre de 2016  | Windsor, Canadá           |
| 50 m espalda              | 22,70    | Xu Jiayu                                                        | China         | 3 de noviembre de 2018   | Pekín, China              |
| 100 m espalda             | 48,88    | Xu Jiayu                                                        | China         | 11 de noviembre de 2018  | Tokio, Japón              |
| 200 m espalda             | 1:48,25  | Masaki Kaneko                                                   | Japón         | 17 de enero de 2016      | Tokio, Japón              |
| 50 m braza                | 25,38    | Qin Haiyang                                                     | China         | 19 de octubre de 2024    | Shanghái, China           |
| 100 m braza               | 55,47    | Qin Haiyang                                                     | China         | 12 de diciembre de 2024  | Budapest, Hungría         |
| 200 m braza               | 2:00,35  | Daiya Seto                                                      | Japón         | 16 de diciembre de 2022  | Melbourne, Australia      |
| 50 m mariposa             | 21,96    | Sun Jiajun                                                      | China         | 25 de septiembre de 2024 | Wuhan, China              |
| 100 m mariposa            | 49,25    | Li Zhuhao                                                       | China         | 13 de diciembre de 2018  | Hangzhou, China           |
| 200 m mariposa            | 1:46,85  | Tomoru Honda                                                    | Japón         | 22 de octubre de 2022    | Tokio, Japón              |
| 100 m estilos             | 51,24    | Wang Shun                                                       | China         | 18 de octubre de 2024    | Shanghái, China           |
| 200 m estilos             | 1:50,47  | Kosuke Hagino                                                   | Japón         | 5 de diciembre de 2014   | Doha, Catar               |
| 400 m estilos             | 3:54,81  | Daiya Seto                                                      | Japón         | 20 de diciembre de 2019  | Las Vegas, Estados Unidos |
| Relevos 4x50 m libre      | 1:23,80  | Kosuke Matsui Masahiro Kawane Takeshi Kawamoto Katsumi Nakamura | Japón         | 15 de diciembre de 2022  | Melbourne, Australia      |
| Relevos 4 x 100 m libre   | 3:07,79  | Katsumi Nakamura Shinri Shioura Reo Sakata Kosuke Hagino        | Japón         | 3 de diciembre de 2014   | Doha, Catar               |
| Relevos 4x200 m libre     | 6:47,53  | Ji Xinjie Xu Jiayu Sun Yang Wang Shun                           | China         | 14 de diciembre de 2018  | Hangzhou, China           |
| Relevos 4x50 m estilos    | 1:31,28  | Takeshi Kawamoto Yuya Hinomoto Yuya Tanaka Masahiro Kawane      | Japón         | 17 de diciembre de 2022  | Melbourne, Australia      |
| Relevos 4 x 100 m estilos | 3:21,07  | Ryosuke Irie Yasuhiro Koseki Takeshi Kawamoto Katsumi Nakamura  | Japón         | 16 de diciembre de 2018  | Hangzhou, China           |

### Récords asiáticos femeninos
| Prueba                    | Tiempo   | Nadadora                                           | País      | Fecha                   | Lugar                            |
| ------------------------- | -------- | -------------------------------------------------- | --------- | ----------------------- | -------------------------------- |
| 50 m libre                | 23,75    | Siobhan Haughey                                    | Hong Kong | 26 de agosto de 2021    | Nápoles, Italia                  |
| 100 m libre               | 50,79    | Siobhan Haughey                                    | Hong Kong | 4 de diciembre de 2021  | Eindhoven, Países Bajos          |
| 200 m libre               | 1:50,31  | Siobhan Haughey                                    | Hong Kong | 16 de diciembre de 2021 | Abu Dabi, Emiratos Árabes Unidos |
| 400 m libre               | 3:51,30  | Li Bingjie                                         | China     | 27 de octubre de 2022   | Pekín, China                     |
| 800 m libre               | 7:59,44  | Wang Jianjiahe                                     | China     | 6 de octubre de 2018    | Budapest, Hungría                |
| 1500 m libre              | 15:41,80 | Li Bingjie                                         | China     | 28 de octubre de 2022   | Pekín, China                     |
| 50 m espalda              | 25,82    | Zhao Jing                                          | China     | 10 de noviembre de 2009 | Estocolmo, Suecia                |
| 100 m espalda             | 55,23    | Shiho Sakai                                        | Japón     | 15 de noviembre de 2009 | Berlín, Alemania                 |
| 200 m espalda             | 2:00,18  | Shiho Sakai                                        | Japón     | 14 de noviembre de 2009 | Berlín, Alemania                 |
| 50 m braza                | 28,76    | Tang Qianting                                      | China     | 20 de octubre de 2024   | Shanghái, China                  |
| 100 m braza               | 1:02,37  | Tang Qianting                                      | China     | 11 de diciembre de 2024 | Budapest, Hungría                |
| 200 m braza               | 2:15,76  | Rie Kaneto                                         | Japón     | 9 de octubre de 2016    | Doha, Catar                      |
| 50 m mariposa             | 24,71    | Rikako Ikee                                        | Japón     | 13 de enero de 2018     | Tokio, Japón                     |
| 50 m mariposa             | 24,71    | Zhang Yufei                                        | China     | 14 de diciembre de 2022 | Melbourne, Australia             |
| 100 m mariposa            | 55,25    | Lu Ying                                            | China     | 7 de diciembre de 2014  | Doha, Catar                      |
| 200 m mariposa            | 2:00,78  | Liu Zige                                           | China     | 15 de noviembre de 2009 | Berlín, Alemania                 |
| 100 m estilos             | 57,44    | Yu Yiting                                          | China     | 31 de octubre de 2024   | Singapur                         |
| 200 m estilos             | 2:03,93  | Yui Ohashi                                         | Japón     | 14 de noviembre de 2020 | Budapest, Hungría                |
| 400 m estilos             | 4:22,73  | Yui Ohashi                                         | Japón     | 10 de noviembre de 2018 | Tokio, Japón                     |
| Relevos 4x50 m libre      | 1:35,00  | Cheng Yujie Zhang Yufei Zhu Menghui Wu Qingfeng    | China     | 21 de diciembre de 2021 | Abu Dabi, Emiratos Árabes Unidos |
| Relevos 4 x 100 m libre   | 3:29,81  | Tang Yi Zhu Qianwei Pang Jiaying Li Zhesi          | China     | 18 de diciembre de 2010 | Dubái, Emiratos Árabes Unidos    |
| Relevos 4x200 m libre     | 7:34,08  | Li Bingjie Yang Junxuan Zhang Yuhan Wang Jianjiahe | China     | 15 de diciembre de 2018 | Hangzhou, China                  |
| Relevos 4x50 m estilos    | 1:44,31  | Fu Yuanhui Suo Ran Wang Yichun Wu Yue              | China     | 12 de diciembre de 2018 | Hangzhou, China                  |
| Relevos 4 x 100 m estilos | 3:47,41  | Peng Xuwei Tang Qianting Zhang Yufei Cheng Yujie   | China     | 21 de diciembre de 2021 | Abu Dabi, Emiratos Árabes Unidos |

### Récords asiáticos mixtos
| Prueba                 | Tiempo  | Nadadores                                         | País  | Fecha                   | Lugar             |
| ---------------------- | ------- | ------------------------------------------------- | ----- | ----------------------- | ----------------- |
| Relevos 4x50 m libres  | 1:29,61 | Katsumi Nakamura Kosuke Matsui Aya Sato Runa Imai | Japón | 12 de diciembre de 2018 | Hangzhou, China   |
| Relevos 4x50 m estilos | 1:37,29 | Kaiya Seki Taku Taniguchi Mizuki Hirai Yume Jinno | Japón | 11 de diciembre de 2024 | Budapest, Hungría |

- Datos: Q3931330